# Гарасини (Савона)
Гарасини је насеље у Италији у округу Савона, региону Лигурија.
Према процени из 2011. у насељу је живело 46 становника. Насеље се налази на надморској висини од 245 м.